# Euteleuta venezuelensis
Euteleuta venezuelensis är en skalbaggsart som beskrevs av Stefan von Breuning 1971. Euteleuta venezuelensis ingår i släktet Euteleuta och familjen långhorningar.
Artens utbredningsområde är Venezuela. Inga underarter finns listade i Catalogue of Life.